# 林元直
林 元直（はやし もとなお）は、安土桃山時代から江戸時代前期にかけての武将。毛利氏家臣で長州藩士。知行は1113石6斗。父は林元善。

## 生涯
天正15年（1587年）、毛利氏家臣である林元善の子として生まれる。慶長2年（1597年）3月7日に毛利輝元の加冠を受けて元服。「元」の偏諱を与えられて、「元直」と名乗った。
慶長5年（1600年）の関ヶ原の戦いの後に毛利氏が防長2ヶ国に減封されると、元直も周防国へ移って毛利秀就に仕えた。
慶長10年（1605年）12月14日、同年の五郎太石事件の後に毛利氏家臣団や有力寺社の総勢820名が連署して毛利氏への忠誠や様々な取り決めを記した連署起請文において、186番目に「林与次」と署名している。
慶長14年（1609年）12月6日に父・元善が死去したため、同年12月16日に元直が家督と知行を継ぎ、輝元から「木工允」の官途名を与えられた。なお、同日には弟の元由に200石の地が分知され、元之にかつて祖父・就長が知行していた120石が与えられている。
元和9年（1623年）8月22日に37歳で死去。翌年の元和10年（1624年）3月13日に子の就里が後を継いだ。